# Scathophaga incola
Scathophaga incola är en tvåvingeart som först beskrevs av Becker 1900.  Scathophaga incola ingår i släktet Scathophaga och familjen kolvflugor. Arten är reproducerande i Sverige. Inga underarter finns listade i Catalogue of Life.